# Turbinicarpus schmiedickeanus flaviflorus
La biznaga cono invertido de flor amarilla (Turbinicarpus schmiedickeanus subsp. flaviflorus) es una especie fanerógama de la familia Cactaceae. Es un cactus con un solo tallo, de forma casi cilíndrica, de hasta de 3 cm de altura y de color verde grisáceo. Las flores son hermafroditas, pero son incapaces de autofecundarse, brotan en la punta del tallo, tienen forma de  embudo y miden hasta 1.5 cm de longitud, son de color amarillo-verdoso pálido, permanecen abiertas durante el día y son polinizadas por insectos alados y hormigas. El fruto tiene forma de huevo, de 1 cm de longitud, y de color verde oscuro a marrón; las semillas también tienen forma de huevo, miden casi 1 mm de longitud, son de color castaño oscuro y se dispersan a través de animales, del viento y del agua. Se reproduce varias veces durante su vida (estrategia de reproducción policárpica).

## Clasificación y descripción
Planta con un solo tallo, de forma casi cilíndrica, hasta de 3 cm de altura, de color verde grisáceo. Tubérculos cónicos, prominentes, con base romboidal, ordenados en costillas. Aréolas lanosas cuando jóvenes, pronto glabras. Espinas 4 a 6, hasta de 30 mm de longitud, planas, flexibles, con la punta encorvada, cuando jóvenes de color café oscuro, después grisácea. Flores brotando en el ápice del tallo, con forma alargada, de 15 mm de longitud y de color amarillo verdoso pálido; anteras amarillas, estilo rosado; lóbulos del estigma blancos. Fruto largamente ovoide, de 1 cm de longitud. Semillas ovoides, de cerca de 1 mm de longitud; testa finamente verrucosa, de color castaño oscuro. Raíz napiforme. (información generada para la especie con el nombre de Turbinicarpus schmiedickeanus var. flaviflorus).

## Distribución
Esta especie es endémica de México, se localiza en el estado de San Luis Potosí. Sus publaciones tienen una distribución amplia.

## Ambiente
Crece en sitios con vegetación de matorral xerófilo, a una altitud de 1700 m s. n. m.

## Estado de conservación
La especie se encuentra listada en la NOM-059-SEMARNAT-2010 bajo la categoría de Amenazada (A), en la Unión Internacional para la Conservación de la Naturaleza (UICN) como Casi Amenazada (Near threatened) (NT), sin embargo, la UICN reconoce doce especies de Turbinicarpus schmiedickeanus: la nominal y las subespecies andersonii, bonatzii, dickinsoniae, flaviflorus, gracilis, jauernigii, klinkerianus, machrochele, rioverdensis, rubriflorus y schwarzii. Ninguna subespecie se evaluó por separado en 2013, por lo que la categoría de riesgo se aplica a todas las subespecies, agrupadas bajo el nombre de Turbinicarpus schmiedickeanus. Este género se incluye en el Apéndice I de la CITES. Y al ser una especie amenazada en México, su manejo se halla regulado bajo el Código Penal Federal, la Ley General del Equilibrio Ecológico y Protección al Ambiente, y la Ley General de Vida Silvestre.

## Usos
Ornamental